# Eszterhás Péter
Eszterhás Péter (Budapest, 1940. szeptember 5. –) magyar író, műfordító, rendező, színész. A koppenhágai nagykövetség kulturális attaséja.

## Életpályája
1956 óta Dániában él. 1958–1961 között az Aarhusi Színház színiiskolájában tanult. 1961 óta az Arhusi Színház színésze. 1966 óta a színház rendezője is. 1969 óta színpadi szerző (az avantgárd Fekete Ló Színház szerzője). 1978 óta a Királyi Színháznak is dolgozik. 1985 óta a Dán Rádió szerződéses rendezője. Magyar irodalmi műveket fordít dánra (Kosztolányi Dezső, Márai Sándor, Hamvas Béla, Bodor Ádám, Esterházy Péter, Nádas Péter, Kertész Imre, Vámos Miklós műveit).

## Magánélete
1958-ban házasságot kötött Elin Reimerrel. 11 évig éltek együtt. A kapcsolatuk 1969-ben véget ért. 1970 januárjában feleségül vette a rádió hangmérnökét Karin Grimstadot. 1971-ben megszületett Péter nevű fia. Ez a házassága 1985-ig tartott. Egy évvel később újraházasodott, ekkor a magyar Spitzer Ágnest vette feleségül. Koppenhágában élnek.

## Színházi rendezései
- Strindberg: Haláltánc (1993)[1]
- William Shakespeare: Othelló
- William Shakespeare: Sok hűhó semmiért
- Brecht: Kaukázusi krétakör
- Brecht: Koldusopera
- Brecht: Mahagonny
- Dosztojevszkij: Bűn és bűnhődés
- Strindberg: Út Damaszkusz felé
- Strindberg: Júlia kisasszony
- Williams: A vágy villamosa
- Pinter: Az étellift
- Verdi: A trubadúr

## Filmjei

### Rendezőként
- Glassplinten (1969)
- Cayennepeber (1971)
- Nar engle elsker (1985)
- Alle elsker Debbie (1988) (színész is)
- En afgrund af frihed (1989) (forgatókönyvíró is)
- Gongehovdingen (1992)

### Színészként
- En by i provinsen (1980)
- Merénylet (1980)
- Historien om Kim Skov (1981)
- Notater om kaerligheden  (1989)
- Kaj's fødselsdag (1990)

## Műfordításai
- Vámos Miklós: Zenga Zének (1987)
- Esterházy Péter: A szív segédigéi (1988)
- Bart István: A boldogtalan sorsú Rudolf trónörökös (1988)
- Nádas Péter: Egy családregény vége (1989)
- Esterházy Péter: Kis magyar pornográfia (1990)
- Vámos Miklós: Jaj (1991)
- Esterházy Péter: Hrabal könyve (1992)
- Konrád György: Kerti mulatság I. (1992)
- Esterházy Péter: Hahn-Hahn grófnő pillantása – lefelé a Dunán (1994)
- Konrád György: Kerti mulatság II. (1995)
- Kertész Imre: Sorstalanság (1996)
- Esterházy Péter: Egy nő (1997)
- Nádas Péter: Emlékiratok könyve (1997)
- Konrád György: Kőóra (1998)
- Bodor Ádám: Sinistra-körzet (1998)
- Márai Sándor: A gyertyák csonkig égnek (2000)
- Márai Sándor: Eszter hagyatéka (2001)
- Kertész Imre: Kaddis a meg nem született gyermekért (2002)
- Kertész Imre: Valaki más (2003)
- Esterházy Péter: Harmonia Caelestis (2004)
- Kertész Imre: Felszámolás (2004)
- Kertész Imre: Detektívtörténet (2005)
- Esterházy Péter: Javított kiadás (2006)
- Kosztolányi Dezső: Esti Kornél (2007)

## Fordítás
- Ez a szócikk részben vagy egészben  a   Peter Eszterhás című dán Wikipédia-szócikk fordításán alapul.  Az eredeti cikk szerkesztőit annak laptörténete sorolja fel. Ez a jelzés csupán a megfogalmazás eredetét és a szerzői jogokat jelzi, nem szolgál a cikkben szereplő információk forrásmegjelöléseként.